# Pachyuromys duprasi
Pachyuromys duprasi је врста глодара из породице мишева и потпородице гербила (лат. Gerbillinae). 

## Распрострањење
Врста има станиште у Алжиру, Египту, Западној Сахари, Либији, Мароку, Мауританији и Тунису.

## Станиште
Врста Pachyuromys duprasi има станиште на копну.

## Угроженост
Ова врста није угрожена, и наведена је као последња брига јер има широко распрострањење.

### Популациони тренд
Популација ове врсте је стабилна, судећи по доступним подацима.